# Еди Грифин
Едуард „Еди“ Грифин (на английски: Edward „Eddie“ Griffin) (роден на 15 юли 1968 г.) е американски актьор и комик.
Известен е с ролята си на Еди Шърман в ситкома „Малкълм и Еди“. Участва във филми като „Брат под прикритие“ и „Дюс Бигалоу: Мъжкото жиголо“.

## Личен живот
Грифин има 3 брака. Жени се за първата си съпруга през 1983 г., когато е 16-годишен. Развеждат се 13 години по-късно. Жени се отново през 2002 г. и този брак също приключва с развод. На 8 септември 2011 г. се жени за Ниа Ривърс. Само месец след сватбата те подават документи за развод, заради непреодолими различия. Официално се развеждат след шест месеца. Той има девет деца.

## Избрана филмография
| година | филм                             | оригинално заглавие            | роля                               | режисьор                        |
| ------ | -------------------------------- | ------------------------------ | ---------------------------------- | ------------------------------- |
| 1991   | Последният бойскаут              | The Last Boy Scout             | Клубен DJ                          | Тони Скот                       |
| 1993   | Конусови глави                   | Coneheads                      | Реймънд                            | Стив Барън                      |
| 1998   | Армагедон                        | Armageddon                     | куриер с велосипед                 | Майкъл Бей                      |
| 1999   | Дюс Бигалоу: Мъжкото жиголо      | Deuce Bigalow: Male Gigolo     | Тиберий Джеферсън „T.J.“ Хикс      | Майк Мичъл                      |
| 2002   | Чисто нов и готин                | The New Guy                    | Лутер                              | Ед Дектър                       |
| 2002   | Брат под прикритие               | Undercover Brother             | Брат под прикритие / Антон Джаксън | Малкълм Д. Лий                  |
| 2003   | Страшен филм 3                   | Scary Movie 3                  | Орфей                              | Дейвид Зукер                    |
| 2005   | Дюс Бигалоу: Европейското жиголо | Deuce Bigalow: European Gigolo | Тиберий Джеферсън „T.J.“ Хикс      | Майк Бигелоу                    |
| 2006   | Романтичен филм                  | Date Movie                     | Франк Джоунс                       | Арън Селцер и Джейсън Фрийдбърг |
| 2007   | Норбит                           | Norbit                         | Исусе Мили                         | Брайън Робинс                   |
| 2014   | Буундокс                         | The Boondocks                  | себе си (глас)                     | Арън Макгръдър                  |
| 2018   | Роди се звезда                   | A Star Is Born                 | местен проповедник                 | Брадли Купър                    |